# Too Close to Touch
Too Close to Touch — американський рок-гурт з Лексінгтона, штат Кентуккі, створений у 2013 році. На чолі з фронтменом Кітоном Пірсом гурт здобув широке визнання завдяки майстерності музикантів та складним аранжуванням, які демонструють технічну майстерність кожного учасника.
Дебютний однойменний мініальбом та повноформатний альбом Nerve Endings, випущений на Epitaph Records, вивели їх у центр уваги, заробивши віддану фан-базу та отримавши позитивні відгуки критиків альтернативної музичної сцени.
Діяльність гурту була зірвана після смерті Пірса у 2022 році. Проте, з метою збереження музичної спадщини Пірса, гурт випустив свій останній альбом під назвою For Keeps 8 березня 2024 року на лейблі Epitaph Records.

## Історія

### 2012–2014: заснування таToo Close to Touch
Гітарист Мейсон Марбл і барабанщик Кенні Дауні почали грати разом у 2008 році. В інтерв'ю журналу Highlight Марбл описав історію початку гурту:
«Ми з Кенні граємо разом вже близько семи років. Все почалося з імпровізацій у його підвалі. Зрештою, ми почали писати пісні, і саме тоді вирішили шукати людей для створення гурту. До нас приходило і йшло багато різних музикантів, а ми з Кенні просто продовжували. Зрештою, ми зустріли Тревіса і почали постійно грати з ним. Потім, через спільних друзів, ми зв'язалися з Кітоном, який на той час жив за чотири години їзди від нас... А Томас насправді сам нас знайшов. Він шукав гурти в цьому районі, щойно переїхавши з Тусона, штат Арізона, до Кентуккі. Тож ми привезли його до Лексінгтона на вихідні в студію, щоб побачити, що він може запропонувати. Все якось склалося»
У 2014 році гурт записав дебютний мініальбом Too Close to Touch із 4 треками разом із продюсером Еріком Роном та одночасно з виходом оголосив про підписання контракту з Epitaph Records. Однойменний мініальбом вийшов у цифровому форматі 21 жовтня 2014 року. Гурт Too Close to Touch також грав на розігріві у Emarosa під час їхнього туру на підтримку альбому Versus 2014 року.

### 2015–2017:Nerve EndingsіHaven't Been Myself
Гурт повернувся до студії разом з продюсером Еріком Роном для запису повноформатного дебютного альбому Nerve Endings, який вийшов 24 березня 2015 року. Вокаліст Кітон Пірс сказав про альбом: «Це альбом із посланням. Це альбом, на якому будь-який інструмент, який ви чуєте, кожен вокал на запису сповнений емоцій і мети. Гадаю, це просто захоплююче — показати світові наше послання. Звучить банально, але я хочу, щоб він допоміг людям. Це максимально чесний запис. Я розкрив багато речей, про які ніколи не говорив до альбому. Я хочу мати можливість змінювати людей так само, як вони змінили мене. Альбом отримав схвальні відгуки, заробивши 72 бали на Metacritic.
З моменту виходу альбому гурт багато гастролював на його підтримку. У березні 2015 року вони супроводжували I Prevail у турі The Heart vs Mind Tour разом з Chasing Safety. Того літа вони виступали на розігріві у I the Mighty під час їхнього туру Connector Tour разом з Hail the Sun. У листопаді 2015 року гурт підтримав Hands Like Houses під час північноамериканського етапу туру Dissonants.
12 лютого 2016 року гурт випустив для вільного скачування новий трек «Heavy Hearts». Пізніше того ж місяця гастролювали із Secrets у рамках туру Everything That Got Us Here Tour.
22 березня було оголошено, що гурт візьме участь у турі Vans Warped Tour 2016 на Cyclops Stage з Against the Current, Ghost Town і Chunk! No, Captain Chunk!. Того ж місяця їх було номіновано на премію Alternative Press Music Award у категорії «Найкращий андеграундний гурт», яку згодом гурт і виграв.
18 липня гурт анонсував другий альбом Haven't Been Myself, на створення якого пішло більше року. Головний сингл альбому «What I Wish I Could Forget» вийшов того ж дня разом із супровідним музичним кліпом. Альбом Haven't Been Myself вийшов 23 вересня 2016 року та дебютував під номером 3 у чарті альбомів альтернативних виконавців Billboard, під номером 9 у списку найкращих альбомів нових виконавців і під номером 122 у списку 200 найкращих поточних альбомів.
1 червня 2017 року було оголошено про участь гурту в серії збірників Fearless Records Punk Goes Pop Vol. 7 з кавером на хіт Мартіна Ґаррікса та Бібі Рекси «In the Name of Love». Альбом і пісня вийшли на Fearless 14 липня 2017 року.

### 2017–2020: низка синглів таI'm Hard to Love, But So Are You
19 вересня 2017 року гурт випустив нову пісню під назвою «Leave You Lonely», першу в серії з трьох. 27 листопада 2017 року гурт випустив другу пісню сету під назвою «Before I Cave In». 30 січня 2018 року вони завершили сет пісень релізом «Burn». Про триптих гурт написав у своєму Facebook: «Він досліджує раптову відсутність когось, хто вам небайдужий у житті, чи то романтичні стосунки, чи ні. Спочатку настає перший момент ясності; усвідомлення того, що вам краще без них. Потім настає рецидив; ви не можете їх викинути з голови, запитуючи, чи взагалі колись контролювали ситуацію. І наостанок, ви прагнете нічого, окрім як позбутися спогадів, і залишити все позаду. Я залишу тебе самотнім, перш ніж поступлюся і спостерігатиму, як ми горимо».
17 квітня 2018 року гурт випустив заяву, в якій підтвердив, що вони розійшлися з соло-гітаристом Томасом Кіддом і басистом Тревісом Муром, посилаючись на особисті причини їхнього виходу, і що гурт продовжуватиме працювати як тріо в осяжному майбутньому.
18 січня 2019 року вони випустили мініальбом під назвою I'm Hard to Love But So Are You, Vol 1.
12 липня 2019 року вони випустили мініальбом під назвою I'm Hard to Love But So Are You, Vol 2.
12 листопада 2019 року вони випустили мініальбом під назвою I'm Hard To Love But So Are You, Vol 3.
4 грудня 2020 року, після тривалого періоду бездіяльності, гурт випустив мініальбом під назвою I'm Hard to Love But So Are You, Vol 4.

### 2022–2024: смерть Пірса таFor Keeps
26 березня 2022 року соліст Кітон Пірс помер у віці 31 року внаслідок ускладнень, спричинених гострим панкреатитом.
Після більш ніж року бездіяльності після смерті Пірса, двоє залишившихся учасників гурту, Мейсон Марбл та Кеннет Доуні, повернулися з посмертним синглом «Hopeless» 6 вересня 2023 року, щоб вшанувати його пам'ять. «Hopeless» містить одну з останніх записаних пісень Пірса, а друг гурту Теллі Сміт із The Word Alive допоміг завершити недоспівану вокальну партію.
31 січня 2024 року гурт оголосив, що їхній останній альбом For Keeps вийде 8 березня. Марбл пояснив рішення завершити проєкт, заявивши, що «Too Close To Touch ніколи б не існував без Кітона і не існуватиме без нього в майбутньому», і вони сподіваються зберегти його спадщину цим посмертним випуском. Альбом містить 8 пісень, у тому числі «Hopeless», з вокалом Пірса, взятого із бібліотеки неопублікованого матеріалу. Це оголошення відбулося разом із випуском головного синглу «Control».

## Артистизм
Візуальний вигляд гурту так само важливий для них, як і їхня музика. Розвиваючи свою естетику, гурт брав приклад з інді-гуртів, таких як The 1975, Walk the Moon і The Neighborhood. Але в той же час для гурту не менш важлива індивідуальність.
Марбл сказав про звучання та імідж гурту: «З першого дня ми завжди були гуртом, де ми знали, що хочемо робити. Ми завжди писали музику, яку хотіли писати, ніколи не відповідаючи певному жанру. Не те, що ми не маємо впливу. Ми точно маємо. Просто для нас більш значуще писати без обмежень. Нам не потрібно було відповідати якомусь стилю. Ми пишемо музику, яка змушує нас щось відчувати».
Пишучи для AllMusic, Джеймс Крістофер Монгер описав гурт як «постгардкор-квінтет із вмінням вливати могутність у мелодію... пропонуючи вибухову суміш інді-року, крутості та панк-вибухової емопоп-енергії в дусі Sleeping with Sirens і The 1975. Гурт відточував майстерність на гастролях з однодумцями-рокерами Emarosa та A Lot Like Birds».

## Склад гурту
Колишні учасники
- Кеннет Дауні — барабани, перкусія (2013–2024)
- Мейсон Марбл — ритм-гітара (2013–2024), соло-гітара, бас (2018–2024)
- Томас Кідд — соло-гітара (2013–2018)
- Тревіс Мур — бас-гітара (2013–2018)
- Кітон Пірс — вокал (2013–2022, помер 2022)

Шкала

## Дискографія
Студійні альбоми
- Nerve Endings (2015)
- Haven't Been Myself (2016)
- For Keeps' (2024)

Мініальбоми
- Too Close to Touch (2014)
- I'm Hard to Love, But So Are You, Vol. 1 (2019)
- I'm Hard to Love, But So Are You, Vol. 2 (2019)
- I'm Hard to Love, But So Are You, Vol. 3 (2019)
- I'm Hard to Love, But So Are You, Vol. 4 (2020)

Появи у збірках
- Punk Goes Pop 7 – «In the Name of Love» (оригінал у виконанні Мартіна Ґаррікса та Бібі Рекси)
- Songs That Saved My Life – «Let It Be» (оригінал у виконанні The Beatles)